# Championnat d'Oman de football 2021-2022
Navigation
Saison précédente Saison suivante
La saison 2021-2022 du Championnat d'Oman de football est la quarante-sixième édition de la première division au sultanat d'Oman, l'Oman League. Elle rassemble les quatorze meilleurs clubs du pays au sein d'une poule unique où ils s'affrontent à deux reprises, à domicile et à l'extérieur. En fin de saison, les trois derniers du classement sont relégués et remplacés par les trois meilleurs clubs de deuxième division.
Al-Seeb Sports Club est le dernier tenant du titre de la saison 2019-2020, la saison suivante ayant été abandonnée à cause de  la pandémie de Covid-19.
De ce fait ce sont les mêmes équipes de la saison 2020-2021 qui participent au championnat. Al-Seeb Sports Club termine de nouveau à la première place et remporte son deuxième titre de champion.

## Les clubs participants
- Al-Suwaiq Club
- Sohar Club
- Dhofar Club
- Bahla Club
- Al-Seeb Sports Club
- Oman Club
- Saham Club
- Al-Rustaq
- Mascate Club
- Al-Ittihad Club
- Al Nasr Salalah
- Al-Masnaah
- Al Nahda Club
- Nizwa Club

## Compétition
Le barème de points servant à établir le classement se décompose ainsi :
- Victoire : 3 points
- Match nul : 1 point
- Défaite : 0 point

### Classement
| Rang | Équipe                  | Pts | J  | G  | N  | P  | Bp | Bc | Diff |
| ---- | ----------------------- | --- | -- | -- | -- | -- | -- | -- | ---- |
| 1    | Al-Seeb Sports Club'T'C | 55  | 26 | 16 | 7  | 3  | 50 | 17 | +33  |
| 2    | Al Nahda Club           | 53  | 26 | 15 | 8  | 3  | 35 | 17 | +18  |
| 3    | Dhofar Club             | 48  | 26 | 13 | 9  | 4  | 39 | 17 | +22  |
| 4    | Al-Masnaah              | 43  | 26 | 12 | 7  | 7  | 34 | 24 | +10  |
| 5    | Al Nasr Salalah         | 42  | 26 | 11 | 9  | 6  | 28 | 22 | +6   |
| 6    | Sohar Club              | 39  | 26 | 10 | 9  | 7  | 32 | 31 | +1   |
| 7    | Al-Rustaq               | 35  | 26 | 9  | 8  | 9  | 25 | 24 | +1   |
| 8    | Oman Club               | 31  | 26 | 8  | 7  | 11 | 30 | 33 | -3   |
| 9    | Al-Suwaiq Club          | 31  | 26 | 8  | 7  | 11 | 24 | 28 | -4   |
| 10   | Al-Ittihad Club         | 25  | 26 | 5  | 10 | 11 | 20 | 39 | -19  |
| 11   | Bahla Club              | 24  | 26 | 5  | 9  | 12 | 28 | 35 | -7   |
| 12   | Mascate Club            | 22  | 26 | 5  | 7  | 14 | 21 | 33 | -12  |
| 13   | Saham Club              | 20  | 26 | 3  | 11 | 12 | 19 | 36 | -17  |
| 14   | Nizwa Club              | 20  | 26 | 4  | 8  | 14 | 15 | 43 | -28  |

|  | Qualification pour la Coupe de l'AFC 2023                            |
|  | Relégation directe en deuxième division                              |
|  | T : Tenant du titre C : Vainqueur de la Coupe d'Oman P : Promu de D2 |

## Bilan de la saison
| Championnat d'Oman de football 2021-2022                        |                                |
| Champion                                                        | Al-Seeb Sports Club (2e titre) |
| Coupes et trophées                                              |                                |
| Vainqueur de la Coupe d'Oman 2021-2022                          | Al-Seeb Sports Club            |
| Qualifications continentales                                    |                                |
| Coupe de l'AFC 2023                                             | Al-Seeb Sports Club            |
| Promotions et relégations                                       |                                |
| Promus en Oman League                                           |                                |
| Relégués en Championnat d'Oman de football de deuxième division | Mascate Club                   |
| Relégués en Championnat d'Oman de football de deuxième division | Saham Club                     |
| Relégués en Championnat d'Oman de football de deuxième division | Nizwa Club                     |